# Осичне
Оси́чне — село в Україні, у Звягельському районі Житомирської області. Населення становить 50 осіб.

## Історія
Колишня назва Гута Осично.
У 1906 році Гута Осична, село Пулинської волості Житомирського повіту Волинської губернії. Відстань від повітового міста 50 верст, від волості 28. Дворів 22, мешканців 275.

## Населення

### Мова
Розподіл населення за рідною мовою за даними перепису 2001 року:
| Мова            | Кількість | Відсоток |
| --------------- | --------- | -------- |
| українська      | 50        | 100%     |
| російська       | 13        | 2.08%    |
| білоруська      | 1         | 0.16%    |
| вірменська      | 1         | 0.16%    |
| румунська       | 1         | 0.16%    |
| інші/не вказали | 1         | 0.16%    |
| Усього          | 625       | 100%     |